# James Emanuel
James Emanuel, né le 15 juin 1921, est un poète et universitaire américain originaire d'Alliance dans l'État du Nebraska. Considéré par certains critiques comme un des meilleurs mais aussi plus négligés poètes vivants,, il a publié plus de 300 poèmes, 13 ouvrages, une importante anthologie de littérature noire américaine, une autobiographie et autres ouvrages encore. Il est également crédité de la création d'un nouveau genre littéraire, haïku jazz et blues, souvent lu avec accompagnement musical. Il est décédé le samedi 28 septembre 2013 dans le 14e arrondissement de Paris.

## Biographie
Né dans le Nebraska in 1921, Emanuel passe sa jeunesse dans les États de l'Ouest américain où il occupe différents emplois. À vingt ans il intègre l'Armée de terre des États-Unis où il sert de secrétaire particulier à l'inspecteur général adjoint de l'U.S. Army Benjamin O. Davis, Sr.. Après sa libération, il effectue un premier cycle à l'université Howard et obtient un diplôme d'études supérieures de l'université Northwestern (MA) et de l'université Columbia (Ph.D). Il s'installe ensuite à New York où il enseigne au City College of New York (CUNY), où il introduit l'étude de la poésie afro-américaine. Emanuel est également actif comme éditeur, son premier projet éditorial étant la publication d'un recueil de poèmes de Langston Hughes qu'Emanuel considère comme son mentor.
En 1983, son fils unique, James Jr, est victime de brutalités policières à San Diego, et se donne la mort. James Emanuel part alors en France en 1984.
Emanuel a également enseigné à l'Université de Toulouse (en tant qu'étudiant bénéficiant du programme Fulbright en 1968–1969), à l'Université de Grenoble et à l'Université de Varsovie. Résidant à Paris, il y est décédé le samedi 28 septembre 2013. Ses cendres ont été déposées au columbarium du Père-Lachaise (case 16412).

## Écrits

### Poésie
Poète, universitaire et critique, Emanuel a publié plus de 300 poèmes et 13 ouvrages. Il passe pour l'un des meilleurs et les plus négligés des poètes de son temps. Les critiques avancent plusieurs raisons pour l'ignorance dans laquelle est tenue la poésie de Emanuel par le monde littéraire en général, dont le fait qu'il écrit dans des formes poétiques plus traditionnelles, qu'il ne vit plus aux États-Unis et qu'il refuse de participer au monde universitaire noir politiquement correct.
Il est également crédité de la création d'un nouveau genre littéraire, haïku jazz et blues, qu'il a souvent lu avec accompagnement musical en Europe et en Afrique. Cette activité lui a valu d'être lauréat du « Sidney Bechet Creative Award » en 1996. Il a également reçu en 2007 le prix du doyen pour « Distinguished Achievement » de l'école Supérieure des arts et des sciences de l'université Columbia et a également été honoré du prix John Hay Whitney, d'un « Saxton Memorial fellowship » et d'un « special distinction award » du forum de la littérature noire américaine.

### Critiques et correspondances
En plus de sa poésie, Emanuel a également édité (avec Theodore brut) l'influente anthologie de la littérature afro-américaine Dark Symphony: Negro Literature in America. L'anthologie, publiée en 1968 par Free Press, est l'un des premiers grands recueils d'écrits afro-américains. Cette anthologie, et le travail d'Emanuel en tant qu'éducateur, ont fortement influencé la naissance de la littérature noire américaine.
En 2000, un ensemble de lettres et d'écrits d'Emanuel est confié à la Bibliothèque du Congrès des États-Unis. Cette collection comprend des lettres de sa correspondance avec Gwendolyn Brooks, Ralph Ellison, Benjamin O. Davis, Ossie Davis, W. E. B. Du Bois ainsi que de nombreux autres auteurs.
Emanuel a également édité cinq Broadside Critics (1971–1975) et rédigé un certain nombre d'essais critiques. Parmi ses autres ouvrages publiés figure un mémoire, The Force and the Reckoning, publié en 2001.